# 西日本国際ビジネスフォーラム
西日本国際ビジネスフォーラム（英名：Nishinippon Business Forum、略称：NBF）は、2013年に発足した福岡を拠点とする官民参加型のシンクタンク型フォーラム。
2013年に福岡で始まった取り組み。2020年からは、日本とイタリアの経済交流の強化という開催目的をより明確に表すため、「日伊フォーラム」（伊名：Forum Italia Giappone）と改称された。

## 概要

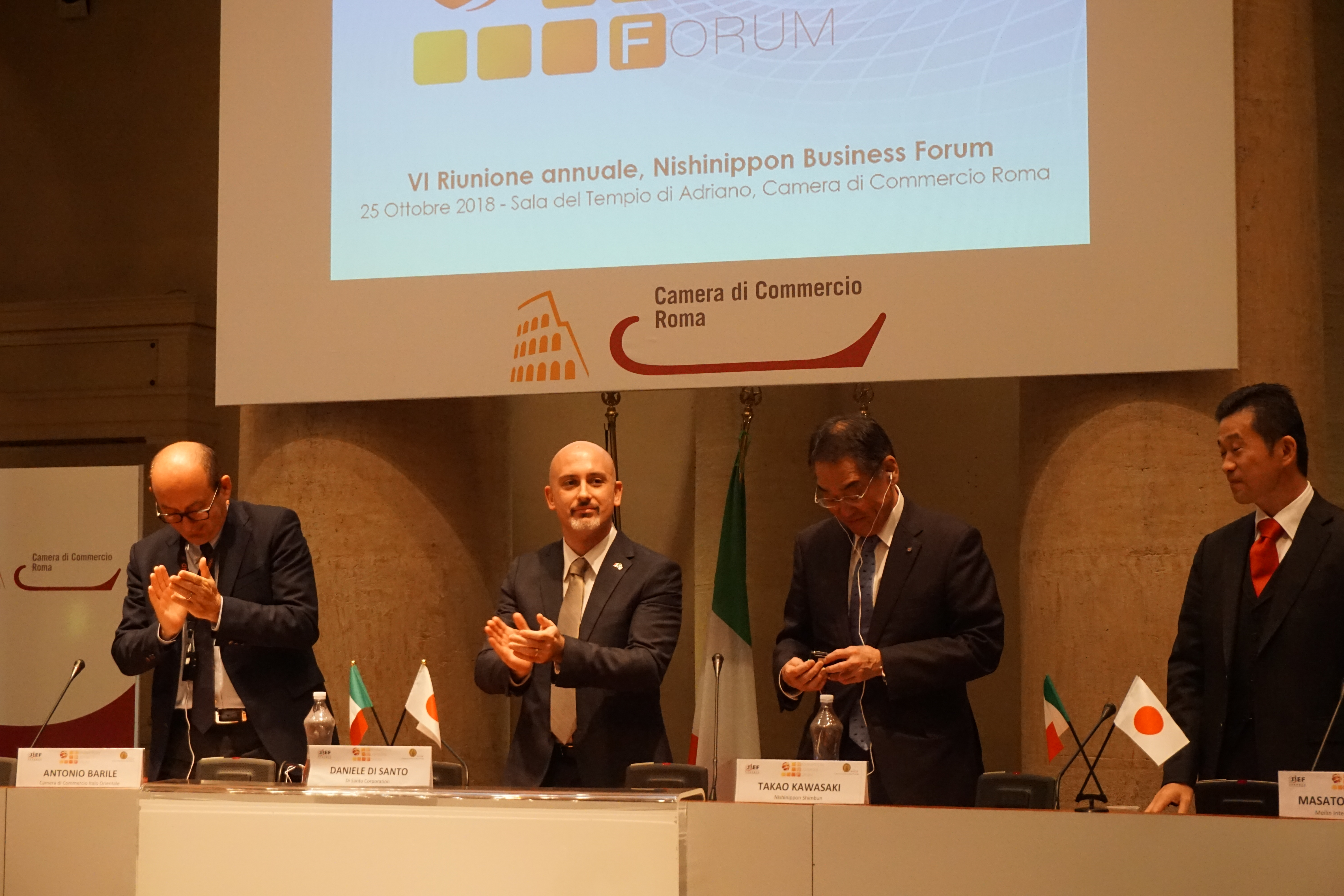
第6回西日本国際ビジネスフォーラム（ローマ・アドリアーノ神殿）

西日本国際ビジネスフォーラムは官民参加型のシンクタンク型フォーラムで、毎年秋に開催されている。
会議には、企業、自治体、経済団体、海外の組織、学生、マスコミなどは、事前登録を行えば傍聴が可能。（2020年は新型コロナウイルス感染症対策のため招待客に限定して参加が可能であった。）
登壇者は、主に欧州やアジアの中でも日本で大きな影響力を持つ国などを代表する組織や企業などが中心で、西日本の国際経済におけるそれぞれの役割について、発表や議論などを行っている。
第6回（2018年）は、イタリア・ローマのアドリアーノ神殿ホールで開催された。第7回フォーラムは、ラグビーワールドカップ2019のイタリア対カナダ戦（9月26日、博多の森競技場）を控える、イタリアのラグビー代表チームを迎え、会議のあとには壮行会パーティーが開催され大いに盛り上がった。
西日本国際ビジネスフォーラムへの参加のため、イタリアから事業者やジャーナリストが招待され、商談や視察、取材ツアーや事業者との意見交換なども並行して企画されている。

## 目的
このフォーラムの目的は、日本とイタリアから参加者が定期的にあつまり、世界の政治経済における各国や機関・企業などの取り組みや役割、見通しなどについて意見を交わす場を設けることである。

## 主催者・創設者
日伊経済連合会は、西日本国際ビジネスフォーラム・シンクタンクの創設者で主催者である。連合会の運営目的は日伊間の対話とパートナーシップを強化し、政治的・経済的なダイナミクスを観察することであるが、日本企業や、自治体・団体などのコミュニティ、そして諸外国組織との協力を通じて西日本国際ビジネスフォーラムが開始されたことにより、「国際的シナジー効果（相乗効果）のためのシナリオと見通し」をテーマに西日本やアジアの政治経済のバランスを強化するための各国の取り組み、国際的な動向やその影響などについての議論や発表に重きを置いた。

## メディア・パートナー
2018年版（第6回会議）開催にあたり、イタリアのDIRE通信社、西日本新聞と日本の共同通信社が協力。
2016年版（第4回会議）は、イタリア最大手通信社のAGI通信(Agenzia Giornalistica Italia - AGI - Italian Journalist Agency)が、公式メディアパートナーとなり、会議で発表された内容の記事配信などに協力した。

## ロケーション
西日本国際ビジネスフォーラムの拠点、福岡は、西日本地域や九州で最も重要な都市の一つであると同時に、世界の政治・経済の動向を観察し、アジアにおける戦略的地位を確立するためにますます重要性を増し成長し続ける都市として、選ばれた。西日本国際ビジネスフォーラムでは、日本、イタリアをはじめとする複数の国の国際機関、経済団体や自治体、国際企業の代表者などがパートナーシップを強化し、潜在している国際的ビジネスチャンスについて、ともに考える機会として、福岡に集まり議論を行っている。
2018年版の第6回会議は、ローマのアドリアーノ神殿で開催された。開催に合わせ、九州を中心とした企業から約30名がイタリアを訪問した。イタリアでは南から北イタリアまで全土から日本との取引を行う企業や、現地の経済機関などが集まった。
福岡では、ローマでの会議の約1か月後にあたる2018年11月30日に、参加者や日伊経済連合会の会員、関係機関などを集め、成果報告会が開催された。

## 沿革
- 2013年12月5日　第1回西日本国際ビジネスフォーラム開催（福岡国際会議場）
- 2014年11月27日　第2回西日本国際ビジネスフォーラム開催（アクロス福岡）
- 2015年11月25日　第3回西日本国際ビジネスフォーラム開催（西日本新聞会館 天神スカイホール）
- 2016年11月30日　第4回西日本国際ビジネスフォーラム開催（西日本新聞会館 天神スカイホール）
- 2017年11月16日　第5回西日本国際ビジネスフォーラム開催（西日本新聞会館 天神スカイホール）
- 2018年10月25日　第6回西日本国際ビジネスフォーラム開催（ローマ・アドリアーノ神殿）
- 2018年11月30日　成果報告会開催（西日本新聞会館 天神スカイホール）
- 2019年9月24日　第7回西日本国際ビジネスフォーラム開催（TKPガーデンシティPREMIUM天神スカイホール）
- 2020年10月30日　日伊フォーラム2020（第8回西日本国際ビジネスフォーラム）開催　（西鉄グランドホテル）